# Pisinna praecidecosta
Pisinna praecidecosta är en snäckart som först beskrevs av Winston F. Ponder 1965.  Pisinna praecidecosta ingår i släktet Pisinna och familjen Anabathridae. Inga underarter finns listade i Catalogue of Life.